# مقاطعة لاس أنيماس (كولورادو)
مقاطعة لاس أنيماس (بالإنجليزية: Las Animas County)‏ هي إحدى مقاطعات ولاية كولورادو في الولايات المتحدة الأمريكية.